# 冨永茂人
冨永 茂人（とみなが しげと、1949年（昭和24年）-）は、日本の農学者、園芸学者。農学博士、鹿児島大学名誉教授。ポンカンなどの柑橘類を中心に果樹栽培を研究したほか、島嶼農業や農業環境論についても研究。

## 経歴
鹿児島県いちき串木野市羽島出身。果樹経営主体の農家に生まれる。鹿児島県立串木野高等学校および鹿児島大学農学部卒業。1975年（昭和50年）鹿児島大学大学院農学研究科修士課程農学専攻を修了し、農林省・農林水産省試験場の研究員となり四国農業試験場土地利用部研究員を経て、1981年（昭和56年）より果樹試験場興津支場研究員。1983年（昭和58年）より母校鹿児島大学農学部の講師。1988年（昭和63年）2月、論文「ポンカン(Citrus reticulata Blanco)の果実の品質向上に関する研究」にて農学博士取得（九州大学より授与）。1989年（平成元年）鹿児島大学農学部助教授就任、1998年（平成10年）鹿児島大学農学部教授に昇任。果樹農家のための技術開発・改良に貢献する研究を続け、また、パプアニューギニアやミクロネシアなど海外の農業に関する学術調査にも数多く参加。1999年（平成11年）にはスペインのバレンシア工科大学やアメリカ合衆国のジョージア大学に留学。鹿児島大学教授職の間、農学部長も務めた（2012.4～2015.3）。2015年（平成27年）に鹿児島大学農学部教授を定年退職し、名誉教授。同大学かごしまＣＯＣセンター特任教授に就き、2019年3月で退職。2019年（令和元年）4月から鹿児島大学同窓会連合会会長に就任。これまで、南九州大学大学院非常勤講師（1999～2001年）大阪府立大大学院非常勤講師（2011、2012年）、琉球大学農学部非常勤講師（2012年～現在）、鹿児島県立農業大学校非常勤講師（1984～現在）などを歴任。